# フェニドン
フェニドン(Phenidone)は、主に現像液として用いられる有機化合物である。現像力は、メトールよりも5倍から10倍強い。毒性は低く、また他の現像液とは異なり、皮膚接触で皮膚炎を引き起こさない。
フェニドンは、1890年にこの物質を開発したイルフォードの商標である。イルフォードの研究所のJ. D. Kendallがこの物質の還元性を発見したのは、1940年、大規模生産が可能になったのは1951年になってからだった。
フェニドンは、還元剤として作用し、N-フェニルヒドロキシピラゾールに変換される。

現像過程におけるフェニドンと臭化銀(I)の反応

## 製造
フェニドンは、フェニルヒドラジンをUMB66とともに加熱することで得られる。